# Rudnianski
Rudnianski (biał. Руднянскі, ros. Руднянский) – przystanek kolejowy w miejscowości Rudnia Harbawickaja, w rejonie kalinkowickim, w obwodzie homelskim, na Białorusi. Leży na linii Homel - Łuniniec - Żabinka.